# Mendon (Massachusetts)
Pour les articles homonymes, voir Mendon (homonymie).
Mendon est une ville du Comté de Worcester dans l’État du Massachusetts.
Elle a été incorporée en 1667.
Sa population était de 6 228 habitants en 2020.